# Lombreuil
Lombreuil é uma comuna francesa na região administrativa do Centro, no departamento Loiret. Estende-se por uma área de 7,65 km². Em 2010 a comuna tinha 312 habitantes (densidade: 40,8 hab./km²).